# Кивалов, Сергей Васильевич
Сергей Васильевич Кивалов (укр. Сергій Васильович Ківалов; род. 1 мая 1954, Тирасполь, Молдавская ССР, СССР) — украинский политик, государственный и общественный деятель, Народный депутат Украины III—VIII созывов, президент Национального университета «Одесская юридическая академия», Международного гуманитарного университета.
Доктор юридических наук (1996), профессор (1997), Заслуженный юрист Украины (1998), руководитель Южного регионального центра Национальной академии правовых наук Украины. Член Академии педагогических наук Украины (2003, чл.-кор. с 1999), член Академии правовых наук Украины (2003). Глава Комитета Верховной Рады Украины по вопросам верховенства права и правосудия, широко известный на Украине и за её пределами специалист в области административного права и процесса, таможенного права, теории государственного управления.
Член Партии регионов Украины с 2007 по 2014 год. Основатель Одесской морской партии (2002). Ныне — лидер «Украинской морской партии Сергея Кивалова».

## Биография
Сергей Кивалов родился 1 мая 1954 года в городе Тирасполе. Проходил службу в Вооружённых Силах на Дальнем Востоке (1972—1974).
Окончил судебно-прокурорский факультет Свердловского юридического института (1976—1980) по специальности «правоведение». Возглавлял профсоюзный комитет Свердловского юридического института. В 1980—1985 годах учился в аспирантуре, преподаёт, занимается общественной деятельностью. Неоднократно бывал в «горячих точках» — Армении, Азербайджане, Ленинакане, Сухуми, в 1986 году принимал участие в ликвидации последствий Чернобыльской катастрофы. В 1986 году защищал кандидатскую диссертацию по теме «Управление автомобильными дорогами общего пользования РСФСР (административно-правовые вопросы)».
С 1985 по 1990 год работал в органах внутренних дел: заместителем начальника ГУВД УВД Свердловской области (1985—1986), командующим подразделением оперативного реагирования ППС УВД Свердловской области (1986—1987), старшим преподавателем, начальником цикла административного права и административной деятельности Одесской школы милиции (1987—1989).
В 1989 году начинает преподавательскую деятельность (по совместительству) на юридическом факультете Одесского государственного университета имени И. И. Мечникова на должности старшего преподавателя кафедры государственного и международного права. В 1990 году был избран доцентом и назначен заместителем декана юридического факультета. В 1993 году, после создания на базе юридического факультета ОГУ им. И. И. Мечникова Юридического института, назначен на должность проректора по учебной работе.
С 1990 по 1994 год — депутат Жовтневого совета народных депутатов г. Одессы, председатель постоянной комиссии по вопросам законности и правопорядка.
С 1994 по 1998 год — депутат Одесского городского совета народных депутатов, председатель постоянной комиссии по вопросам законности и правопорядка Одесского городского совета.
В 1996 году защитил докторскую диссертацию на тему: «Организационно-правовые основы таможенного дела на Украине». В этом же году была создана первая на Украине кафедра морского и таможенного права, которую он возглавил. В 1997 году ему присвоено звание профессора.
С апреля 1997 года — ректор Юридического института Одесского государственного университета им. И. Мечникова. В декабре 1997 года Постановлением Кабинета Министров Украины университет был реорганизован в Одесскую государственную юридическую академию, которую возглавил С. В. Кивалов.
В 1998 году впервые избран народным депутатом Украины от Центрального избирательного округа г. Одессы № 135, возглавлял подкомитет парламентской реформы и парламентского контроля Комитета Верховной Рады Украины III созыва по вопросам правовой политики.
В 1998 году на съезде представителей высших юридических учебных заведений и научных учреждений был избран членом Высшего совета юстиции, а с 2002 по 2004 год возглавлял его, принимая непосредственное участие в реализации судебной реформы, формировании кадрового потенциала судебной ветви власти.
В 2002 году во второй раз избирался народным депутатом Украины IV созыва от Центрального избирательного округа г. Одессы № 135. Руководил подкомитетом по вопросам законодательного обеспечения политической реформы и организации парламентского контроля Комитета Верховной рады Украины IV созыва по вопросам правовой политики.
В апреле 2003 года был избран академиком Академии педагогических наук Украины.
С 1 марта 2004 года сложил полномочия народного депутата Украины.
С 19 февраля 2004 по 8 декабря 2004 года — Председатель Центральной избирательной комиссии Украины. В период его каденции состоялись президентские выборы, отмеченные массовыми фальсификациями, за что в ходе Оранжевой революции получил широко известное прозвище «Пидрахуй».
С декабря 2004 по май 2006 года — ректор Одесской национальной юридической академии.
С 25 мая 2006 по 23 ноября 2007 года — народный депутат Украины V созыва, избран по списку «Партии Регионов», Председатель Комитета по вопросам правосудия Верховной Рады Украины.
С 23 ноября 2007 года — народный депутат Украины VI созыва, Председатель Комитета по вопросам правосудия Верховной Рады Украины.
С 2010 года — президент Национального университета «Одесская юридическая академия», заместитель члена Венецианской комиссии, действительный членом (академиком) Национальной академии правовых наук Украины.
Совместно с Вадимом Колесниченко является автором закона «Об основах государственной языковой политики», предусматривающего придание языкам нацменьшинств статуса регионального, вступившего в силу в августе 2012 года и вызвавшим широкий резонанс и протестные акции в обществе. Впоследствии, в 2015 году, закон был признан неконституционным и утратил силу.
На выборах в Верховную Раду в 2012 году стал депутатом Верховной Рады VII созыва от «Партии Регионов» по мажоритарному округу № 135, получив голоса 41 989 человек (56,79 %).
С 2013 года член Венецианской комиссии от Украины.
В ходе досрочных парламентских выборов 2014 года был избран в Верховную Раду от мажоритарного округа № 135.
Участвовал в досрочных парламентских выборах 2019 года в качестве самовыдвиженца по мажоритарному округу № 135, однако проиграл кандидату от партии «Слуга народа» Алексею Леонову.
На местных выборах 2020 года участвовал в выборах мэра города Одесса от «Украинской морской партии Сергея Кивалова», в первом туре занял 5-е место (6,06 %, 12516 голосов). Во втором туре поддержал кандидата от ОПЗЖ Николая Скорика.
29 апреля 2024 года был ранен в результате российского ракетного удара по Одессе.

## Творческие достижения
Творческие достижения Кивалова воплощены более чем в 100 научных работах. Ему принадлежит приоритет в создании и обосновании новых научных направлений — таможенного и морского права, концептуального обеспечения проведения судебной и административной реформ. К основным направлениям научных исследований относятся также проблемы усовершенствования законодательства о функционировании системы государственной службы на Украине, традиции и новации в современном украинском государственном строительстве, государственная политика в области образования, проблемы и перспективы развития юридического образования и формирования правовой культуры общества, пути совершенствования европейской системы защиты прав человека и т.д.
Принимал участие в подготовке таких работ, как «Основи правознавства» (2000—2013), «Введение в украинское право» (2005, 2009), «Адміністративне право України» (2008, 2009, 2011), «Кодекс адміністративного судочинства України: науково-практичний коментар» (2009), «Судоустрій України» (2010, 2011), «Заохочувальні адміністративні процедури» (2011), «Проходження служби в органах прокуратури: адміністративно-правове регулювання» (2011), «Адміністративне судочинство у справах, пов’язаних із виборчим процесом: монографія» (2011), «Державна служба в Україні: навчальний посібник» (2011), «Публічна служба в Україні» (2011), «Предметна підсудність в адміністративному судочинстві» (2012), «Адміністративне судочинство в Україні: теорія, правове регулювання, практика» (2013), «Державна служба в Україні: теоретико-правова характеристика у контексті реформування законодавства» (2013), «Дисциплінарна відповідальність державного службовця в Україні: питання теорії і правового регулювання» (2013), «Правова доктрина України. Т. 2, 5» (2013) и др.
Некоторые работы изданы на языках зарубежных государств. За цикл работ «Комплекс наукових досліджень проблем судово-правової реформи в Україні у 2001—2011 роках та їх використання у фаховій підготовці юристів» С. В. Кивалов стал лауреатом Государственной премии Украины в сфере образования.
Входит в состав многих редакционных коллегий известных украинских и зарубежных юридических научных изданий. Возглавляет специализированный учёный совет по защите кандидатских и докторских диссертаций Национального университета «Одесская юридическая академия», является главой Южного регионального центра Национальной академии правовых наук Украины. Под его научным руководством подготовлены более 50 кандидатов и докторов юридических наук. Результат законотворческой работы — сотни законопроектов, внесённых в порядке законодательной инициативы.
За плодотворную и добросовестную деятельность, а также за заслуги перед церковью удостоен многих наград и знаков отличия, в т.ч. церковными.
По инициативе и при непосредственном участии Сергея Кивалова на территории НУ «ОЮА» был возведён первый на Украине студенческий храм — церковь Святой мученицы Татианы, покровительницы студентов.

## Награды, почётные звания и отличия

### Государственные награды и отличия
- Орден князя Ярослава Мудрого IV степени (23 августа 2011 года) — за значительный личный вклад в становление независимости Украины, утверждение её суверенитета и международного авторитета, заслуги в государствообразующей, социально-экономической, научно-технической, культурно-образовательной деятельности, добросовестное и безупречное служение Украинскому народу[21];
- Орден князя Ярослава Мудрого V степени (30 апреля 2004 года) — за значительный личный вклад в развитие государственного строительства, плодотворную общественно-политическую и научно-педагогическую деятельность и по случаю 50-летия со дня рождения[22];
- Орден «За заслуги» I степени (22 августа 2002 года) — за значительный личный вклад в государственное строительство, многолетний добросовестный труд и высокий профессионализм[23];
- Орден «За заслуги» II степени (21 августа 1999 года) — за самоотверженный труд, выдающиеся личные заслуги в государственном строительстве, социально-экономическом, научно-техническом и культурном развитии Украины и по случаю 8-й годовщины независимости Украины[24];
- Орден «За заслуги» III степени (2 октября 1997 года) — за  весомый личный вклад в экономическое и социально-культурное развитие области, высокий профессионализм[25];
- Заслуженный юрист Украины (6 октября 1998 года) — за значительный личный вклад в реализацию государственной правовой политики, весомые заслуги в укреплении законности и правопорядка, высокий профессионализм[26];
- Лауреат Государственной премии в номинации «Научные достижения в сфере образования» за цикл работ «Комплекс научных исследований проблем судебно-правовой реформы в Украине в 2001—2011 годах и их использование в профессиональной подготовке студентов» за весомый вклад в развитие современного образования, значительные научные достижения (2012);
- Присвоение III класса (1999) классного чина государственного советника юстиции;
- Присвоение II класса (2003) классного чина государственного советника юстиции;
- Присвоение классного чина государственного советника юстиции I класса (2010).

### Иностранные награды
- Орден Дружбы (13 октября 2009 года, Россия) — за большой вклад в развитие и укрепление дружбы и сотрудничества между Российской Федерацией и Украиной[27];
- Медаль Пушкина (9 февраля 2013 года, Россия) — за большой вклад в сохранение и популяризацию русского языка и культуры за рубежом[28];
- Большая лента ордена Независимости (2003, Иордания);
- Командор Национального ордена Кедра (2003, Ливан);
- Крест Уважения «Святой князь Александр Невский» ко Дню Победы над немецко-фашистскими захватчиками (2004);
- Медаль Государственной Думы Федерального Собрания Российской Федерации фракции «Единая Россия» (2007);
- Орден Приднестровской Молдавской Республики за вклад в дело подготовки высококвалифицированных кадров в области юриспруденции для Приднестровской Молдавской Республики, значительные организаторские и профессиональные достижения в связи с 10-летием со дня основания Одесской национальной юридической академии (2007);
- Почётная грамота Конституционного Суда Приднестровской Молдавской Республики (2007);
- Почётное отличие Союза болгарских коммандос «Слава и честь» (2007);
- Медаль Верховного Суда Российской Федерации «Верховный Суд России — 80 лет» (2008);
- Орден Всемирной ассоциации юристов «Орден справедливости» I степени за весомый вклад в укрепление законности и верховенства права в мире (2008);
- Почётный профессор Венского международного университета (2008);
- Диплом «За содействие в развитии парламентского сотрудничества и интеграционных процессов между Россией и Украиной» (Россия, 2012).

### Церковные награды и отличия
- Орден Украинской Православной Церкви «Святого Князя Владимира» IV степени с присвоением титула «Рыцарь Ордена Святого Князя Владимира» за высокие достижения и заслуги перед украинским народом и Украинской Православной Церковью (1999);
- Орден Русской Православной Церкви Преподобного Сергия Радонежского III степени (2000);
- Орден Украинской Православной Церкви «Рождество Христово» за внимание к церковным заслугам (2003);
- Орден Украинской Православной Церкви Преподобного Ильи Муромца за внимание к церковным заслугам (2003);
- Орден Русской Православной Церкви Преподобного Преподобного Сергия Радонежского II степени (2004);
- Орден Украинской Православной Церкви Преподобного Нестора Летописца I степени за заслуги перед церковью (2004);
- Орден Русской Православной Церкви Преподобного Преподобного Сергия Радонежского I степени (2006);
- Орден Украинской Православной Церкви Равноапостольного Князя Владимира II степени за внимание к церковным заслугам и в связи с 10-летием Одесской национальной юридической академии (2007);
- Благодарность Украинской Православной Церкви за вклад в строительство Свято-Воскресенского Кафедрального собора Украинской Православной Церкви (2008);
- Грамота Святой Православной Церкви (2010);
- Грамота Украинской Православной Церкви в день основания общеобразовательной церковно-приходской школы при Национальном университете «Одесская юридическая академия» (2011);
- Орден Украинской Православной Церкви Святого благоверного князя Киевского Ярослава Мудрого за заслуги перед Украинской Православной Церковью (2012).

### Другие награды и отличия
- Медаль Жукова (1998);
- Почётная грамота Кабинета Министров Украины (2004);
- Нагрудный знак «Почётный работник прокуратуры Украины» за безупречную работу в органах прокуратуры (2000);
- Почётный знак Государственной налоговой администрации в Одесской области (2001);
- Почётный юбилейный знак отличия Высшего арбитражного суда Украины I степени (2001);
- Медаль Министерства обороны Украины «10 лет Вооружённым Силам Украины» (2002);
- Почётный знак отличия Верховного Суда Украины «За верность закону» (2003);
- Почётный знак Комитета содействия правоохранительным органам Украины «За весомый вклад» I степени (2003);
- Почётный знак отличия Государственной таможенной службы Украины «13 лет Государственной таможенной службе Украины» (2004);
- Почётный знак отличия Одесской национальной юридической академии «Почётный профессор» (2004);
- Почётная грамота Главного управления Государственной службы Украины за многолетний добросовестный труд, образцовое выполнение служебных обязанностей (2004);
- Почётный гражданин Одесской области (2013);
- Почётный гражданин г. Одессы (2004);
- Почётный знак Комитета содействия правоохранительным органам Украины «За заслуги» (2004);
- Почётный знак Комитета содействия правоохранительным органам Украины «За борьбу со злом» I степени (2004);
- Медаль «Одесса и одесситы в третьем тысячелетии» (1794—2004) (2004);
- Медаль Министерства обороны Украины «15 лет Вооружённым Силам Украины» (2006);
- Почётный знак Высшего административного суда Украины за весомый вклад в развитие правосудия (2007);
- Медаль Государственной пограничной службы Украины «15 лет Государственной пограничной службе Украины» (2007);
- Почётный знак Министерства внутренних дел Украины «Закон и честь» (2007);
- Орденское отличие Одесского апелляционного суда "Честь. Справедливость. Закон "за весомый личный вклад в укрепление правосудия (2008);
- Почётный знак Союза юристов Украины "Победитель всеукраинского конкурса «Юрист года 2008» в номинации «Юрист — государственный деятель» (2008);
- Нагрудный знак «70 лет Одесскому военному округу» (Южное оперативное командование, 2009);
- Почётный знак Союза юристов Украины — юбилейная медаль «70 лет Военной прокуратуре Одесского военного округа» (2009);
- Академик Международной академии транспорта (2009);
- Почётный знак Государственной налоговой администрации в Одесской области (2010);
- Медаль «За содействие Вооружённым Силам Украины» (2010);
- Лауреат общенациональной программы «Человек года 2010» в номинации «Юрист года» (2010);
- Нагрудный знак «Почётный знак Конституционного Суда Украины» за весомый вклад в становление правового государства, развитие демократии, достижения в области пропаганды юридических знаний, практического применения права, обеспечения конституционных прав и свобод человека и гражданина (2011);
- Отличие за значительный вклад в развитие посёлка Затока (2011);
- Орден «За благородство помыслов и дел» I степени (2012);
- Медаль «За развитие науки, техники и образования» — награда Министерства внутренних дел Украины (2012);
- Почётный знак Высшего хозяйственного суда Украины «Знак Почёта» (2012).